# شنت بجنت
شنت بجنت هي مدينة إسبانية تابعة لبلدية روتُرتيلوفي مقاطعة شورية في منطقة قشتالة وليون.
القرية مزدحمة في مضيق يتكون من نهر تَلَجونِس.
هنا وقعت معركة شنت بجنت في يوليو/حزيران عام 981 بين المنصور بن أبي عامر وحماه غالب بن عبد الرحمن الناصري حيث فقد راميرو غَرسيس البُقيري حياته.